# クーペカブリオレ
クーペカブリオレ（coupé cabriolet 、別名:クーペコンバーチブル、リトラクタブルハードトップ、バリオルーフ）とは自動車のボディタイプの一つで、開閉式ハードトップを備えたオープンカーのことをさす。

## 概要
幌の代わりに鉄（もしくはアルミやFRP）の屋根を開閉するため、オープン状態ではカブリオレに、クローズド状態ではクーペに変身できるのが特徴である。ただし、屋根を収納するスペースとしてトランクを使用するためデッドスペースが生じ、車両によってはカブリオレ時にはトランクとしての使用はほぼ不可能な車両もある。

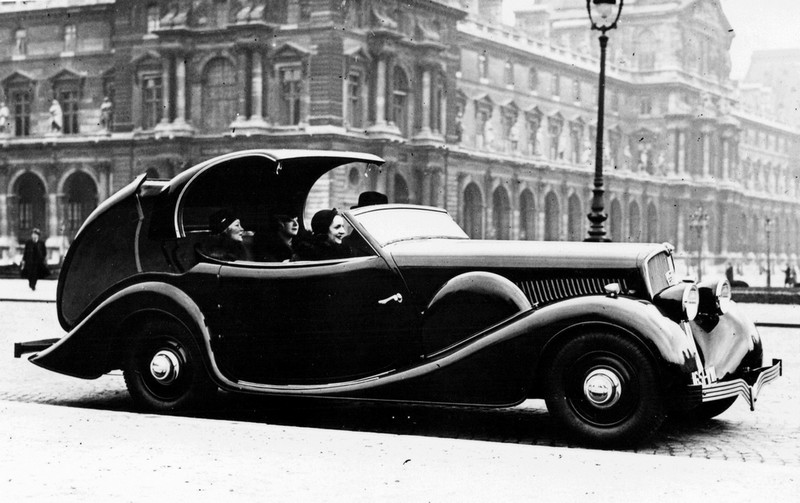
プジョー 601 C エクリプス
1934年

この機構の嚆矢とされるのが、歯科医でありながら自動車の設計とスタイリングにもその才能を発揮したフランスのジョルジュ・ポーラン（Georges Paulin）が1933年（1932年説もあり）に特許を取得した、「エクリプス」と名付けられた電動油圧格納式メタルトップである。カロセリー・プルートー（Carrosserie Pourtout）の協力を得てパナールをベースとしたデモカーを製作した結果、プジョーがこれを採用し、1934年5月以降、601 C エクリプス、401 エクリプス、301 エクリプスを相次いで発表、翌1935年のパリ・サロンでは401 エクリプスに代わる402 エクリプスを発表している。カロセリー・プルートーは、同年にランチア Belnaでも通常の幌モデルに加え、「エクリプス」を手がけている。
上流階級を得意客として発展した欧州の高級車メーカーやコーチビルダーは、1929年の世界恐慌から第二次世界大戦にかけて倒産や業態の転換をやむなくされてこれらの贅沢なモデルも全滅し、欧州車での同様の機構は60年以上後に発表されるプジョー 206 CCまで途絶えることとなる。

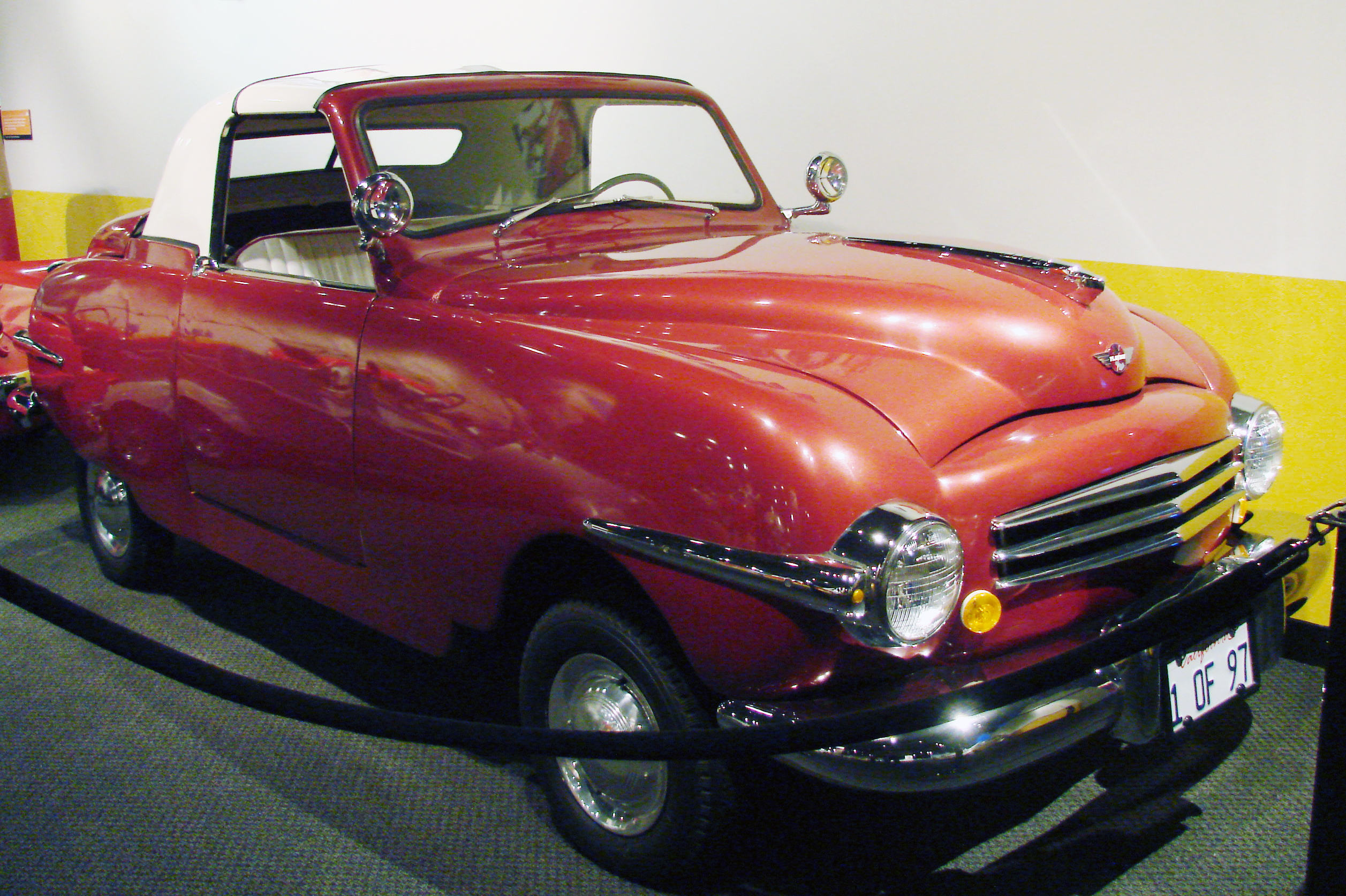
プレイボーイ 1948モデル

1947年に米国のプレイボーイ・モーター・カーが販売した唯一のモデルであるプレイボーイで、初めて屋根が分割格納式となった。プレイボーイは「コンビネーション・コンバーチブル・クーペ」と名付けられた前席3人乗車の小型オープンモデルで、後部トランクに格納されるスチール製トップは、中程がヒンジで折れ、折りたたみ部はゴム製ガスケットでシールされていた。手動操作であったが、コンパクトにまとめられており、運転席から上げ下げできた。同社はこの一車種のみを100台足らず生産し、1951年に倒産した。

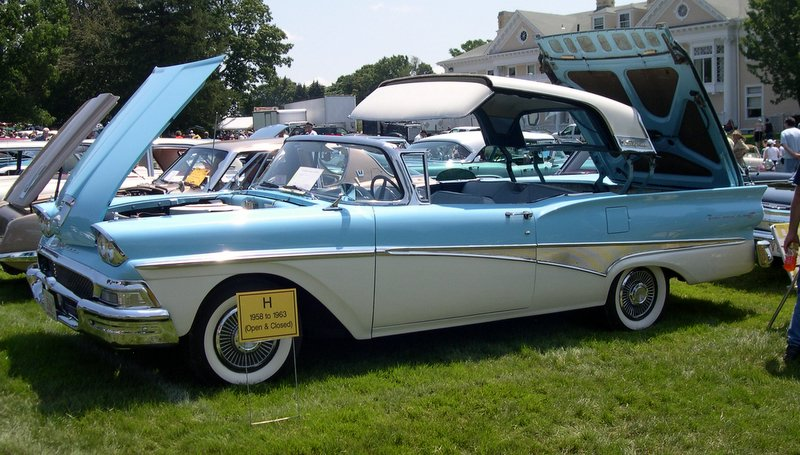
フォード フェアレーン
500 スカイライナー 1958モデル

1957年には、フォード・モーターが「フェアレーン 500 スカイライナー」を発表し、電動オペレーションをおこなった。モーターが7個、リレーが10個、サーキットブレーカー8つ、ワイヤリングは600ft（183m）以上になったという。開閉時間は40秒だった。1959年にはカタログから消えたが、このときの技術要素は以後のコンバーチブルに応用された。
その後、1992年に発表されたホンダ CR-Xの三代目となる「デルソル」では、日本国内と欧州向けの上級モデルに、エレベーター（上下移動）とコンベア（前後移動）を用いた電動格納ハードトップの「トランストップ」が設定された。45秒で開閉した。1995年には三菱 GTOの北米モデル、3000GTスパイダー・リトラクタブルハードトップが発売。1996年にはメルセデス・ベンツの初代SLKが発売。以降クーペカブリオレは各メーカーから発売された。
現在はリモコンでの開閉機構を装備するものも多く、また開閉時間も20秒ほどとなってきている。2005年のルノー メガーヌ・ガラスルーフ・カブリオレでは電動格納式グラスルーフを装備した。ハードトップではあるが、日本の車検証の形状欄はソフトトップと同じく「幌型」となる。
|  |  |  |

### ソフトトップ復活の動き
2000年代以降は電動開閉式クーペカブリオレの車種が減少しつつあり、日本メーカーではレクサスIS Cがクーペカブリオレを採用していたが2014年に廃止。現行車種としてはダイハツから2002年から発売されているコペンと、マツダから発売されているロードスターRFのみである。
欧州車としてはメルセデスベンツSLが5代目SL、6代目SLがクーペカブリオレを採用していたが7代目からはソフトトップを採用している。また、BMW4シリーズは、初代はクーペカブリオレを採用していたが2代目からはソフトトップを採用している。